# Palazzo Grassi (Bologna)
Palazzo Grassi è un edificio storico, in stile gotico, situato nel centro di Bologna. Oggi ospita il Circolo Ufficiali dell’Esercito.

## Storia
L’edificio, originario del XIII secolo, appartenne dapprima alla famiglia Canonici. Nel 1466 fu acquistato dalla famiglia Grassi, la quale, già in ascesa da alcuni secoli, nel 1478 ricevette il titolo di “Conti Palatini del Sacro Romano Impero” da parte dell’imperatore Federico III d'Asburgo. Entrò a far parte degli immobili dell’Amministrazione Militare nel 1865, fu poi oggetto di restauri tra il 1910 ed il 1913. Dopo la ristrutturazione, che durò dal 1922 al 1934, a partire dal 1935 è divenuta sede del Circolo Ufficiali.

## Descrizione
Il palazzo è una preziosa testimonianza dell’edilizia urbana medievale. Preceduta da un antico portico dalle colonne in legno, con travi dalla forma “a stampella”, la facciata presenta un portale con una ghiera a sesto acuto e diverse monofore decorate in terracotta. Nel cortile interno, risalente al Quattrocento, si trovano intagli attribuiti a Properzia de' Rossi e una Madonna col Bambino in terracotta del XVI secolo. Di effetto scenografico è la cappella con l’Immacolata e angeli dello scultore Giuseppe Maria Mazza e le decorazioni del pittore Ercole Graziani senior, mentre Carlo Nessi realizzò gli stucchi della galleria.